# Коропецька сільська рада
| Коропецька сільська рада — колишній орган місцевого самоврядування у Золочівському районі Львівської області з адміністративним центром у с. Коропець. Історична дата утворення: в 1994 році. Водоймища на території, підпорядкованій даній раді: річка Золота Липа. Сільській раді були підпорядковані населені пункти: - с. Коропець |

## Склад ради
Рада складалася з 12 депутатів та голови.

### Керівний склад ради
| ПІБ                        | Основні відомості                                                                                       | Дата обрання | Дата звільнення |
| -------------------------- | --- | ------------ | --------------- |
| Колісник Любов Ярославівна | Сільський голова, 1959 року народження, освіта, позапартійна                                            | 26.03.2006   | 31.10.2010      |
| Колісник Любов Ярославівна | Сільський голова, 1959 року народження, освіта незакінчена вища, Всеукраїнське об'єднання «Батьківщина» | 31.10.2010   |                 |

Примітка: таблиця складена за даними джерела